# Poszméhkolibri
A poszméhkolibri (Atthis heloisa)  a madarak osztályának sarlósfecske-alakúak (Apodiformes)  rendjébe és a kolibrifélék (Trochilidae) családjába tartozó faj.

## Rendszerezése
A fajt René Primevère Lesson és Adolphe Delattre írták le 1839-ben, az Ornismya nembe Ornismya Heloisa néven. Besorolása vitatott egyes szervezetek a Selasphorus nembe sorolják Selasphorus heloisa néven.

## Alfajai
- Atthis heloisa heloisa (Lesson & Delattre, 1839)
- Atthis heloisa margarethae R. T. Moore, 1937[1]

## Előfordulása
Főleg Mexikóban honos, de az Amerikai Egyesült Államok déli részén is megtalálható. A természetes élőhelye szubtrópusi vagy trópusi hegyi esőerdők. Állandó, nem vonuló faj.

## Megjelenése
Testhossza 7–7,5  centiméter, testtömege 2–2,7 gramm, ezzel a világ egyik legkisebb madara.

## Életmódja
Nektárral táplálkozik.

## Természetvédelmi helyzete
Az elterjedési területe nagy, egyedszáma pedig stabil. A Természetvédelmi Világszövetség Vörös listáján nem veszélyeztetett fajként szerepel.

## Külső hivatkozások
- Képek az interneten a fajról
- Xeno-canto.org - a faj hangja és elterjedési területe